# 长矛笋螺
长矛笋螺（学名：Terebra lanceata），是新腹足目笋螺科笋螺属的一种。主要分布于中国大陆、台湾，常栖息在低潮线以下。